# Herbert Menges
Herbert Menges (* 27. August 1902; † 20. Februar 1972) war ein englischer Dirigent und Komponist.
Menges war ein musikalisches Wunderkind und spielte bereits im Alter drei Jahren Violine. 1925 dirigierte er erstmals die von seiner Mutter gegründeten Brighton Symphonic Players, die er als Brighton Philharmonic Orchestra bis zu seinem Tod leitete. Er wirkte außerdem als musikalischer Leiter des Royalty Theatre und gründete 1931 das London Rehearsal Orchestra. Weiterhin war er von 1931 bis 1950 Dirigent am Old Vic Theatre und dirigierte Orchester wie das Philharmonia Orchestra, das Royal Philharmonic Orchestra und das London Symphony Orchestra. Solisten wie Artur Rubinstein, Myra Hess und Solomon traten unter seiner Leitung auf. Mit Solomon und dem Philharmonia Orchestra nahm er in den 1950er Jahren die fünf Klavierkonzerte Beethovens auf. Menges komponierte Schauspielmusiken zu allen Theaterstücken Shakespeares. Er war der Vater des Regisseurs Chris Menges.